# مارسیا اوفمیا
مارسیا اوفمیا (انگلیسی: Marcia Euphemia; ۱ ژانویهٔ ۰۵۰۰ – ۱ ژانویهٔ ۰۴۰۱) امپراتریس اهل روم باستان بود. همسر آنتمیوس،  امپراتوری روم غربی بود.